# Centrix Financial Grand Prix of Denver 2005
Centrix Financial Grand Prix of Denver 2005 var den nionde deltävlingen i Champ Car 2005. Racet kördes den 14 augusti på Denvers gator. Sébastien Bourdais drog nytta av att racets ledare Paul Tracy kraschade när han var frustrerad över att ha fastnat bakom den varvade Timo Glock. Det gjorde att Bourdais mästerskapsledning såg mer och mer säker ut. Mario Domínguez blev tvåa före A.J. Allmendinger på tredje plats.

## Slutresultat
| Plats | Förare             | Team                | Grid | Kvaltid  |
| ----- | ------------------ | ------------------- | ---- | -------- |
| 1     | Sébastien Bourdais | Newman/Haas Racing  | 2    | 59,541   |
| 2     | Mario Domínguez    | Forsythe Racing     | 3    | 59,644   |
| 3     | A.J. Allmendinger  | RuSPORT             | 4    | 59,938   |
| 4     | Oriol Servià       | PKV Racing          | 8    | 1.00,331 |
| 5     | Rodolfo Lavín      | HVM Racing          | 13   | 1.00,766 |
| 6     | Ryan Hunter-Reay   | Rocketsports Racing | 17   | 1.01,342 |
| 7     | Ronnie Bremer      | Dale Coyne Racing   | 16   | 1.01,093 |
| 8     | Ricardo Sperafico  | Dale Coyne Racing   | 12   | 1.00,732 |
| 9     | Nelson Philippe    | Conquest Racing     | 15   | 1.00,915 |
| 10    | Andrew Ranger      | Conquest Racing     | 11   | 1.00,704 |
| 11    | Björn Wirdheim     | HVM Racing          | 14   | 1.00,863 |
| 12    | Marcus Marshall    | Team Australia      | 18   | 1.02,064 |
| 13    | Timo Glock         | Rocketsports Racing | 10   | 1.00,529 |
| 14    | Alex Tagliani      | Team Australia      | 7    | 1.00,156 |
| 15    | Jimmy Vasser       | PKV Racing          | 6    | 59,995   |
| 16    | Paul Tracy         | Forsythe Racing     | 1    | 59,432   |
| 17    | Justin Wilson      | RuSPORT             | 5    | 59,962   |
| 18    | Cristiano da Matta | PKV Racing          | 9    | 1.00,493 |